# Stephen Clancy
Pour les articles homonymes, voir Clancy.
Stephen Clancy, né le 19 juillet 1992 à Limerick, est un coureur cycliste irlandais.

## Biographie
Stephen Clancy dispute sa première course cycliste en 2006, à l'âge de seize ans. En 2012, il est diagnostiqué d'un diabète de type 1. Malgré les réticences des médecins, il poursuit le cyclisme. Seulement six mois après ce diagnostic, il passe professionnel au sein de l'équipe Novo Nordisk, composée uniquement de coureurs atteints de sa maladie,,.
Lors de la saison 2015, il obtient ses meilleurs résultats chez les professionnels en terminant quatrième d'une étape du Tour de Chine I et septième du championnat d'Irlande sur route.

## Palmarès et résultats

### Palmarès par année
- 2010
  - 2e de la Ballinrobe Stage Race
- 2011
  - Charleville Two Day[4] :
    - Classement général
    - 2e étape (contre-la-montre)

  - 2e du Specsavers Grand Prix
  - 2e du Munster Hill Climb Championship

### Classements mondiaux
| Année                                 | 2015 |
| ------------------------------------- | ---- |
| UCI Europe Tour                       | 979e |
| UCI Asia Tour                         | 312e |
|                                       |      |
| Légende : nc = non classéSource : UCI |      |